# Zlatarić
Zlatarić (cyr. Златарић) – wieś w Serbii, w okręgu kolubarskim, w mieście Valjevo. W 2011 roku liczyła 402 mieszkańców.